# Luigi Ercolani
Luigi kardinal Ercolani, italijanski duhovnik in kardinal, * 17. oktober 1758, Foligno, † 10. december 1825.

## Življenjepis
8. marca 1816 je bil povzdignjen v kardinala in pectore.
22. julija 1816 je bil ponovno povzdignjen v kardinala in imenovan za kardinal-diakona S. Marco; 14. aprila 1817 je bil imenovan za kardinal-duhovnika S. Marco.